# Quartzo leitoso

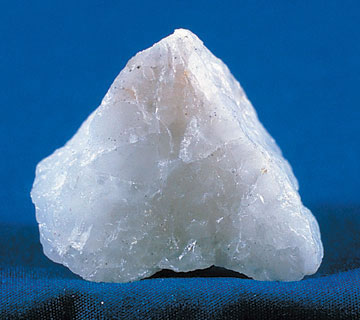
Quartzo leitoso

Quartzo leitoso , Quartzo leite ou chamado vulgarmente por Diamante de leite é provavelmente a variedade mais comum de quartzo e pode ser encontrada quase em qualquer lugar. A cor branca é causada por inclusões de bolhas minúsculas de gás e/ou água. Brilho gorduroso. Caracterizado pela sua aparência leitosa.
Veja também: Lista de minerais